# Asplenium sampsonii
Asplenium sampsonii är en svartbräkenväxtart som beskrevs av Henry Fletcher Hance. Asplenium sampsonii ingår i släktet Asplenium och familjen Aspleniaceae. Inga underarter finns listade.